# Требунки
Требунки (рос. Требунки) — село у Данковському районі Липецької області Російської Федерації.
Населення становить 492  особи. Належить до муніципального утворення Требунська сільрада.

## Історія
З 13 червня 1934 до 26 вересня 1937 року у складі Воронезької області, у 1937-1954 роках — Рязанської області. Відтак входить до складу Липецької області.
Згідно із законом від 23 вересня 2004 року № 126-ОЗ органом місцевого самоврядування є Требунська сільрада.

## Населення
| 1859 | 1868  | 1880  | 1905  | 2002 | 2010 |
| ---- | ----- | ----- | ----- | ---- | ---- |
| 1656 | ↗1881 | ↗2329 | ↘2258 | ↘507 | ↘492 |